# Heathrow (Florida)
Heathrow es un lugar designado por el censo ubicado en el condado de Seminole en el estado estadounidense de Florida. En el Censo de 2010 tenía una población de 5.896 habitantes y una densidad poblacional de 720,85 personas por km².

## Geografía
Heathrow se encuentra ubicado en las coordenadas 28°46′25″N 81°22′19″O / 28.77361, -81.37194. Según la Oficina del Censo de los Estados Unidos, Heathrow tiene una superficie total de 8.18 km², de la cual 7.34 km² corresponden a tierra firme y (10.29%) 0.84 km² es agua.

## Demografía
Según el censo de 2010, había 5.896 personas residiendo en Heathrow. La densidad de población era de 720,85 hab./km². De los 5.896 habitantes, Heathrow estaba compuesto por el 82.97% blancos, el 4.09% eran afroamericanos, el 0.17% eran amerindios, el 9.45% eran asiáticos, el 0.05% eran isleños del Pacífico, el 1.51% eran de otras razas y el 1.76% pertenecían a dos o más razas. Del total de la población el 9.77% eran hispanos o latinos de cualquier raza.